# گریملی، ووسترشر
گریملی (به انگلیسی: Grimley) یک روستا و محله مدنی در بریتانیا است که در Malvern Hills واقع شده‌است.